# Sistar
Sistar (en hangul, 씨스타; estilizado como SISTAR) fue un cuarteto femenino surcoreano formado por Starship Entertainment en 2010. Las integrantes del grupo fueron: Bora, Hyolyn, Soyou y Dasom. Su primer álbum de estudio debut titulado So Cool fue publicado el 9 de agosto de 2011. El segundo álbum, Give It to Me, fue lanzado el 11 de junio de 2013. Sus grandes éxitos fueron «So Cool», «Alone», «Touch My Body», «Loving U» y «Give It to Me». Su cuarto sencillo, «So Cool», debutó en el primer lugar de Korea K-Pop Hot 100 de Billboard.

## Historia

### 2010-2012: Debut, buscando éxito conSo Cool,AloneyLoving U
Sistar comenzó sus actividades como grupo a principios de 2010 con anuncios y fotos en revistas. Hicieron su debut oficial con la canción «Push Push» el 3 de junio de 2010. Sistar tuvo su debut el 4 de junio en Music Bank y continuó sus promociones en varios programas de música coreanos hasta el 26 de julio.
El grupo regresó con su segundo sencillo «Shady Girl» el 25 de agosto. El vídeo musical incluyó a Heechul de Super Junior. El grupo recibió mucha atención en los medios de comunicación cuando un vídeo de los fanáticos fue subido en línea mostrando el grupo de filmación de su actuación en «Let's Start Sharing Concert» el 28 de agosto. Durante la mitad de la actuación, la miembro Bora de repente cayó del escenario, fracturándose su pulgar. Esto llevó a los otros miembros a dejar de cantar y ayudarla a salir del escenario con la ayuda del personal. Varios minutos más tarde, Bora regresó al escenario junto con los otros miembros para terminar de filmar la actuación. El vídeo fue viral en internet y fue presentado en el programa online de G4, Attack of the Show!, y un segmento de noticias de RTL Television. Bora se recuperó de la lesión poco tiempo después, y pudo continuar con su actividad normal.
El 14 de septiembre, el grupo fue invitado a participar en Hallyu Music Festival en Japón como el único grupo de chicas coreano presente. El 10 de octubre, Sistar actuó en el programa Teen Superstar en Tailandia. El grupo lanzó su tercer sencillo, «How Dare You», en noviembre. El 9 de diciembre el grupo asistió a los Golden Disk Awards y ganó el premio «Newcomer Award». El 27 de diciembre, Sistar ganó su primer premio musical por «How Dare You» en Music Bank.
El 27 de abril de 2011, se anunció que Sistar debutaría una subunidad, Sistar19, con las miembros Hyolyn y Bora. Su canción debut, «Ma Boy», fue lanzada el 3 de mayo. Sistar19 tuvo su debut el 5 de mayo y se promocionó a lo largo del mes. Sistar regresó el 9 de agosto con su primer álbum de estudio titulado So Cool. «So Cool» estuvo en la primera posición en Korea K-Pop Hot 100. El 11 de septiembre Sistar ganó su primer «Mutizen Award» en Inkigayo.
A principios de abril se anunció que Sistar iba a transmitir su regreso con «So Cool» en cuarenta y un países. Su primer miniálbum, titulado Alone, fue lanzado el 12 de abril y contenía seis canciones producidas por Brave Brothers. Su segundo miniálbum, Loving U, fue lanzado el 28 de junio. El miniálbum contenía la canción titulada «Loving U», producida por Duble Sidekick, una nueva canción «Holiday» y remixes de los últimos éxitos de los grupos.

### 2013-2015:Give It to Me, hits de verano y actividades en dúo/solitario
Sistar19 lanzó su primer miniálbum, Gone Not Around Any Longer, y la canción que lleva el mismo nombre el 31 de enero de 2013. Su sello discográfico, Starship Entertainment, anunció el 16 de mayo de 2013 que Sistar volvería a mediados de junio, con otra confirmación el 2 de junio, afirmando que harían su regreso con un segundo álbum de estudio. El 3 de junio de 2013, las fotos de teaser con las miembros Dasom y Bora salieron a la luz. Al día siguiente, Sistar lanzó fotos de todas las miembros de Give It to Me y reveló que tendrán un tema de Moulin Rouge. Un vídeo teaser de «Give It to Me» fue lanzado el 6 de junio. El segundo álbum de estudio de Sistar, Give It to Me, fue lanzado el 11 de junio con el sencillo del mismo nombre. El álbum debutó en el número cuatro en Gaon Music Chart. El 26 de octubre, Sistar representó a Corea del Sur en ABU TV Song Festival 2013 en Hanoi, Vietnam, interpretando «Give It to Me». Tres sencillos más del álbum: «The Way You Make Me Melt», «Crying» y «Bad Boy, así como dos sencillos promocionales, también fueron lanzados para promover el álbum. El 26 de noviembre, Hyolyn lanzó su álbum debut de estudio Love & Hate, que alcanzó el número cinco en Gaon.

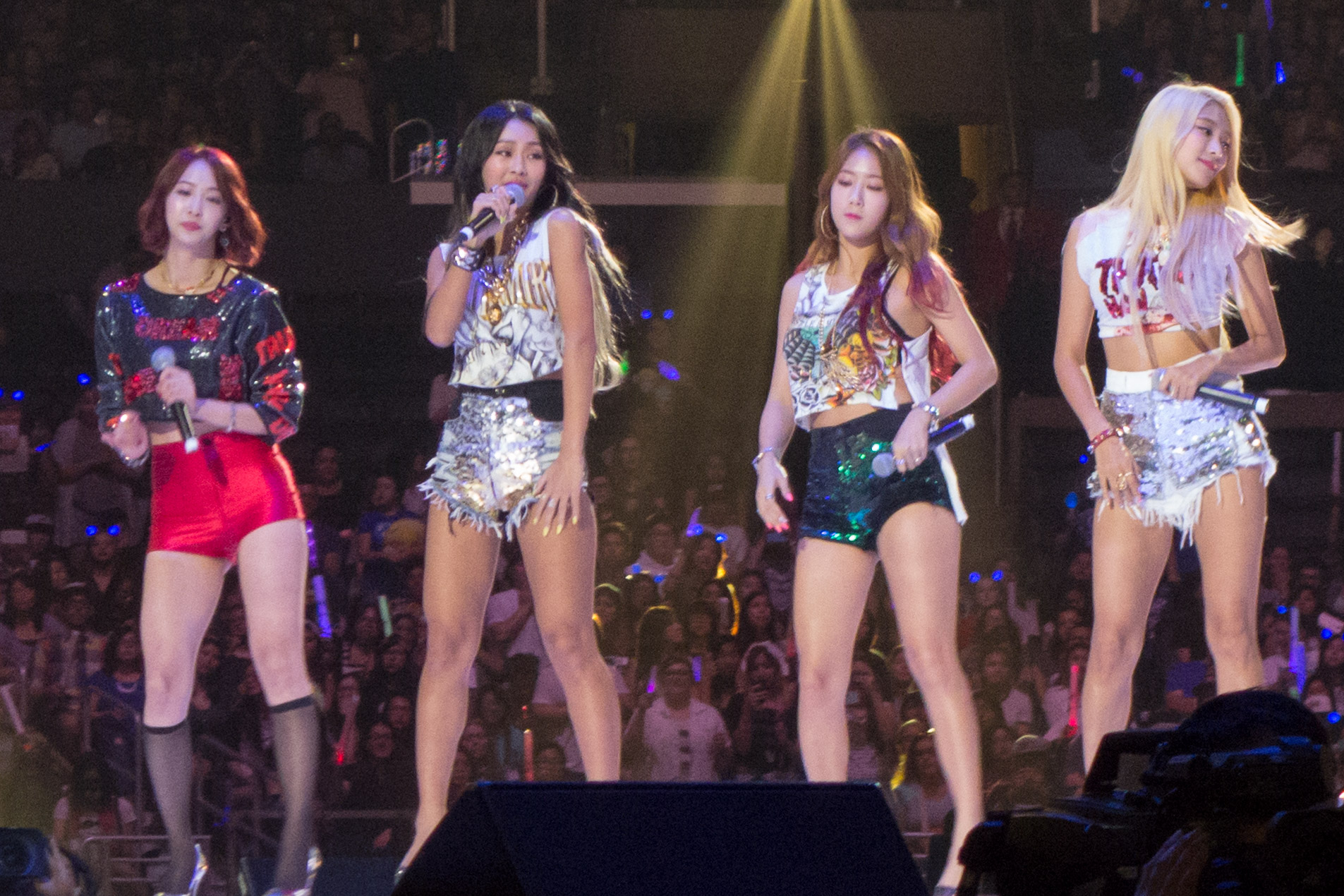
Sistar en la KCON en 2015

El 5 de junio de 2014, Starship Entertainment, dijo a Newsen que el grupo estaba trabajando en un nuevo álbum y volvería a principios de julio. El 21 de julio, Sistar lanzó su tercer miniálbum, Touch N Move junto con su sencillo «Touch My Body». El EP fue comercialmente exitoso, alcanzando el segundo y el octavo lugar en las listas de los Álbumes Mundiales de Gaon y Billboard, respectivamente. Otro sencillo «Naughty Hands» fue lanzado a finales de julio. El 26 de agosto, Sistar lanzó su cuarto miniálbum y segundo álbum especial de verano titulado Sweet & Sour, poco después de las promociones de «Touch My Body». El EP contenía dos nuevas canciones «I Swear» y «Hold on Tight» y cuatro remixes para los sencillos «Loving U», «Gone Not Around Any Longer", «Give It a Me» y «Touch My Body». En diciembre, Sistar ganó el premio al Mejor Grupo Femenino en los premios 2014 Mnet Asian Music Awards.
El 22 de junio de 2015, Sistar lanzó su quinto miniálbum, Shake It, junto con el sencillo del mismo nombre. Se posicionó en el número tres de Gaon, y dos nuevos sencillos, «Shake It» y «Do Not Be Such Baby», fueron lanzados a finales de junio. En agosto, Hyolyn fue confirmada para unirse a la segunda temporada de Unpretty Rapstar. El 1 de agosto, Sistar actuó en Los Ángeles, California, en el festival KCON de 2015. El 14 de agosto, se presentaron en el 70.º Día de la Independencia de la República de Corea, su país de origen. El 7 de septiembre, Hyolyn lanzó un sencillo gratis, «The Wall Destroyer» con uno de los miembros de Eluphant, Keebee. El 22 de septiembre, Soyou colaboró con el cantante Kwon Jeong Yeol de 10cm. Su sencillo se titula «Lean on Me».

### 2016-2017:Insane Love, «Lonely» y separación

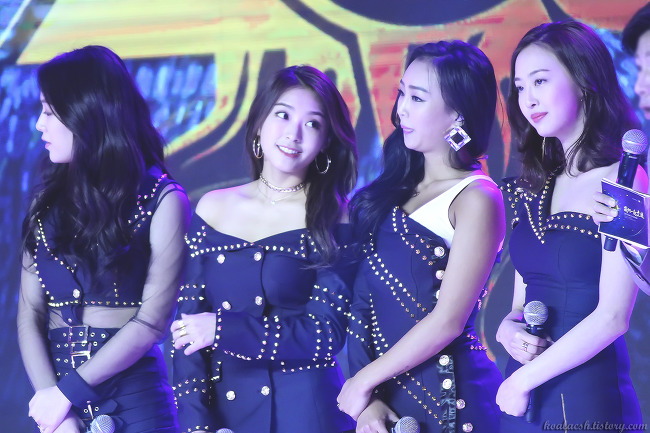
Sistar en 2016

El 1 de junio, se reveló que Sistar volvería en junio con un sencillo producido por Black Eyed Pilseung, quien también produjo la canción de Sistar, «Touch My Body». El 4 de junio, Sistar y sus seguidores celebraron el sexto aniversario de Sistar, mostrando una foto de las integrantes con los regalos y pasteles que recibieron. El 10 de junio, Starship lanzó una colaboración mash-up de Sistar y DJ Soda. El 14 de junio, se reveló que la canción principal de su cuarto EP se llama «I Like That». El 20 de junio, Sistar tuvo una cuenta regresiva en vivo para su videoclip y lanzamiento del álbum. El 21 de junio, Starship lanzó el vídeo musical de «I Like That» en su canal oficial de YouTube y lanzó oficialmente Insane Love.
En mayo de 2017, Sistar lanzó una foto teaser revelando que estarán haciendo una reaparición a finales de mayo. El 22 de mayo, Starship Entertainment confirmó que el proyecto será el último regreso de Sistar y que se disolverán oficialmente después de sus promociones de siete años como un grupo. Todas las integrantes escribieron sus propias cartas personales de despedida a sus fanáticos, confirmando su posterior disolución. A partir del 4 de junio, Sistar ha completado oficialmente la última semana de promociones del grupo. El grupo realizó sus éxitos de verano más exitosos, «Touch My Body», «Shake It», «Loving U», «I Swear» y también su última canción  «Lonely» en cuatro programas musicales. Después de concluir el cronograma de Inkigayo el 4 de junio, el grupo se disolvió oficialmente.

## Subunidad
La primera subunidad de Sistar, Sistar19, debutó en 2011, con Hyolyn y Bora. El primer sencillo del grupo, «Ma Boy», fue lanzado en mayo de 2011, seguido de un segundo sencillo, «Gone Not Around Any Longer», en enero de 2013, junto a un EP con el mismo nombre.

## Miembros
| Miembros     | Miembros | Miembros             | Miembros             | Miembros                          | Miembros                                               |
| Miembro      | Miembro  | Nombre de Nacimiento | Nombre de Nacimiento | Fecha de Nacimiento               | Posición                                               |
| Romanización | Hangul   | Romanización         | Hangul               | Fecha de Nacimiento               | Posición                                               |
| ------------ | -------- | -------------------- | -------------------- | --------------------------------- | ------------------------------------------------------ |
| Bora         | 보라     | Yoon Bo-ra           | 윤보라               | 30 de diciembre de 1989 (35 años) | Rapera principal, vocalista y bailarina principal      |
| Hyolyn       | 효린     | Kim Hyo-jung         | 김효정               | 11 de diciembre de 1990 (34 años) | Líder, vocalista principal, segunda rapera y bailarina |
| Soyou        | 소유     | Kang Ji-hyun         | 강지현               | 12 de febrero de 1992 (33 años)   | Segunda vocalista y bailarina                          |
| Dasom        | 다솜     | Kim Da-som           | 김다솜               | 6 de mayo de 1993 (31 años)       | Maknae, visual, vocalista y bailarina                  |

## Discografía
Álbumes de estudio
- 2011: So Cool
- 2013: Give It to Me

EPs
- 2012: Alone
- 2012: Loving U
- 2014: Touch N Move
- 2014: Sweet & Sour
- 2015: Shake It
- 2016: Insane Love

## Giras

### Conciertos
- 2012: Femme Fatale[37]
- 2013: Live Concert: S[38]
- 2014: Live Concert: S - Hong Kong[39]

## Filmografía

### Televisión
| Año  | Programa                          | Notas                                             | Episodio(s) | Ref           |
| ---- | --------------------------------- | ------------------------------------------------- | ----------- | ------------- |
| 2011 | Sistar & LeeTeuk's Hello Baby     | Crianza de un niño de 15 meses, Kim Kyu Min       |             | [ 40 ]        |
| 2012 | Hello Counselor                   | Invitadas con Jo Kwon                             | 82          |               |
| 2012 | Running Man                       | Invitadas especiales                              | 95          | [ 41 ]        |
| 2012 | Let's Go Dream Team! Season 2     | Invitadas con Miss A                              | 161         | [ 42 ]        |
| 2013 | Shinhwa Broadcast                 | Especial «I Love You More Studio»                 | 45―46       | [ 43 ] [ 44 ] |
| 2013 | Infinite Challenge                | Infinite Company 8th Anniversary - The Musical #2 | 332         |               |
| 2013 | Let's Go Dream Team! Season 2     | Rival de tiro con arco con 4Minute                | 188         | [ 45 ]        |
| 2013 | 1 Night 2 Days                    | Invitadas, Bokbulbok Festival Part 2              | 351         | [ 46 ] [ 47 ] |
| 2013 | Immortal Songs 2                  | Especiales con DJ DOC y Choi Jinhee               |             | [ 48 ]        |
| 2013 | You Hee-yeol's Sketchbook         | Invitadas                                         | 192         |               |
| 2013 | Running Man                       | Todas menos Soyou                                 | 162 & 174   |               |
| 2013 | Hello Counselor                   |                                                   | 127         |               |
| 2013 | Real Men                          | Especial navideño con Miss A sin Dasom            |             | [ 49 ]        |
| 2014 | Midnight in Hong Kong with Sistar | Emisión especial Y-STAR sin Dasom                 |             | [ 50 ]        |
| 2014 | After School Club                 |                                                   | 89          |               |
| 2014 | Hello Counselor                   |                                                   | 180         |               |
| 2014 | Taxi                              | Especial navideño                                 | 361         | [ 51 ]        |
| 2014 | Saturday Night Live Korea         | Invitadas                                         | 25          | [ 52 ]        |
| 2015 | Sistar Showtime                   |                                                   | 1―8         | [ 53 ]        |
| 2015 | You Hee-yeol's Sketchbook         | Invitadas                                         | 279         |               |
| 2015 | Star Golden Bell                  | Especial de año nuevo lunar                       |             | [ 54 ]        |
| 2016 | Talents for Sale                  |                                                   | 7-8         |               |
| 2016 | You Hee-yeol's Sketchbook         | Invitadas                                         | 326         |               |
| 2016 | Knowing Bros                      |                                                   | 32          |               |
| 2016 | Running Man                       | con Shownu (Monsta X)                             | 307         |               |
| 2016 | Fantastic Duo                     | Concursantes                                      | 13-14       |               |
| 2016 | Star Show 360                     | Invitadas                                         | 6           |               |